# Estructura funcional
La organización funcional determina la existencia de diversos supervisores, cada cual especializado en determinadas áreas. Esto significa que la organización no cumple con el principio de unidad de mando': 

Organigrama por funciones empresariales

·    Autoridad funcional o dividida. Es una autoridad que se sustenta en el conocimiento.
·    Ningún superior tiene autoridad total sobre los subordinados, sino autoridad parcial y relativa.
·    Línea directa de comunicación. Directa y sin intermediarios, busca la mayor rapidez posible en las comunicaciones entre los  diferentes niveles.
·    Descentralización de las decisiones. Las decisiones se delegan a los órganos cargos especializados.
·    Énfasis en la especialización. Especialización de todos los órganos a cargo.

## Descripción
En una estructura funcional, la división del trabajo en una organización se agrupa por las principales actividades o funciones que deben realizarse dentro de la organización de ventas, marketing, recursos humanos, y así sucesivamente.
Cada grupo funcional dentro de la organización está integrado verticalmente desde la parte superior hasta la parte inferior de la organización. Por ejemplo, un Vicepresidente de Marketing llevaría a toda la gente de marketing, agrupados en el departamento de marketing.
Los empleados dentro de las divisiones funcionales de una organización tienden a realizar un conjunto especializado de tareas, por ejemplo, el departamento de ingeniería estaría integrado únicamente con los ingenieros. Esto conduce a la eficiencia operativa dentro de ese grupo. Sin embargo, también podría conducir a una falta de comunicación entre los grupos funcionales dentro de una organización, lo que hace la organización lenta e inflexible.
En su conjunto, una organización funcional es más adecuada, para un productor de bienes y servicios estandarizados en gran volumen y bajo costo. La coordinación y la especialización de las tareas se centralizan en una estructura funcional, lo que hace producir una cantidad limitada de productos o servicios eficientes y predecibles.
Por otra parte, mejoras en la eficiencia puede ser realizadas en las organizaciones funcionales para integrar verticalmente sus actividades y que así los productos se vendan y distribuyan de forma rápida y a bajo coste. Por ejemplo, una empresa pequeña podría empezar a hacer los componentes que requiere para la producción de sus productos en lugar de adquirirlos de una organización externa.

## Ventajas
1. Proporciona el máximo de especialización a los diversos órganos, lo cual permite que cada cargo se concentre exclusivamente en su trabajo o función.
2. La especialización en todos los niveles, permite la mejor supervisión técnica posible, pues cada cargo responde ante “expertos” en su campo de especialización.
3. Desarrolla la comunicación directa sin intermediarios, más rápida y con menos interferencias.

## Desventajas
1. Subordinación múltiple: Dado que cada subordinado responde por sus funciones ante muchos supervisores, cada uno especialista en una determinada función, y dado que hay funciones que se superponen, existe el peligro de que el subordinado busque la orientación del especialista menos indicado para solucionar un problema.
2. Tendencia a la competencia entre los especialistas: como los diversos cargos son especialistas en determinadas actividades. Tienden a imponer su punto de vista y su enfoque a la organización en los problemas que surgen. Esto conduce a la pérdida de la visión de conjunto de la organización.
3. Tendencia a la tensión y a los conflictos en la organización: la competencia y la pérdida de la visión de conjunto de la organización, puede llevar a divergencias y a multiplicidad de objetivos que pueden ser opuestos.